# Хуфци
Хуфци (рус. Хуфцы, енгл. Khufis) су народ из памирске групе иранских народа који живи у државама централне Азије, а највећи број њих тренутно живи на просторима планине Памир.

## Станиште и поријекло
Хуфци живе у Хуфској долини на планини Памир и долини Пасхуфи (у преводу: Доњи Хуфци) на обалама ријеке Панџ (тј. у горњим крајевима слива рјеке Аму Дарје).
Када је у питању њихово поријекло многа друга планинска племена су се током вјекова живота на овим просторима, спојила са Хуфцима. Познато је, на примјер, да је десет породица из села Рог у авганистанској провинцији Бадахшан некада побјегло у села Хуфца. Према сопственим народним причама, преци Хуфца потичу из племена Сарикола. На почетку њиховог насељавања ових простора Хуфци су прво населили Пасхуфи, док је Хуфска долина коришћена само као љетњи пашњак. Међутим, пошто су усеви добро успевали у горњем региону, они су се постепено преселили у Хуфску долину.

### Подаци о становништу
Према попису из 1939. године званично је регистровано 1.000 припадника ове популације, али тренутно њихов број није познат.

## Језик
Хуфски језик припада сјеверној подгрупи памирских језика који припадају иранској групи индоевропских језика. Хуфски језик је најближи рушанском језику, а неки аутори сматрају да је хуфски у ствари дијалекат рушанског језика. Разлике у њиховим речницима су ретке и небитне; Основне разлике леже у фонетици. Међутим, важно је да се Хуфци сматрају посебним народом који има у неком сегменту своје карактеристике које их разликују од других памирских народа.
Текстуалне публикације на хуфском језику су оскудне, а као година објављивања прве публикације се наводи 1953. година (истраживање В. Соколова под називом „Очерки по фонетике иранских языков II”, Москва - Лењинград 1953, стр. 154-157, 164-175).

## Култура
Хуфску културу највише карактерише конзервативизам. Вријеме проведено високо у планинама, одвојени од остатка света највише је утицало на филозофију живота овог народа. Међутим, мора се навести да су, као и остали народи Памира, Хуфци одлазили у веће градове средње Азије у потрази за послом.